# Saint-Laurent-de-la-Salanque
Saint-Laurent-de-la-Salanque (Catalaans: Sant Llorenç de la Salanca) is een gemeente in het Franse departement Pyrénées-Orientales (regio Occitanie). De plaats maakt deel uit van het arrondissement Perpignan.  Saint-Laurent-de-la-Salanque telde op 1 januari 2022 9.941 inwoners.

## Geschiedenis
Rond 850 werd hier een benedictijner abdij gewijd aan Sint-Laurentius gesticht. De plaats ontstond in de 10e eeuw rond de gelijknamige kerk. De voormalige zoutmoerassen werden vruchtbaar gemaakt en de inwoners verbouwden wijndruiven, groenten en fruit. De romaanse kerk werd vervangen door een nieuwe kerk die werd gebouwd tussen 1775 en 1860. In de jaren 1930 bouwde de firma Latécoère een basis voor testvluchten van watervliegtuigen aan de lagune. In 1930 werd Le Barcarès afgescheiden van Saint-Laurent en werd een aparte gemeente. De gemeente kende een explosieve groei na de Tweede Wereldoorlog.

## Geografie
De oppervlakte van Saint-Laurent-de-la-Salanque bedroeg op 1 januari 2022 12,39 vierkante kilometer; de bevolkingsdichtheid was toen 802,3 inwoners per km². De gemeente ligt in Salanque, een vlak kustgebied van Roussillon dat vroeger bestond uit zoutmoerassen. In het zuiden vormt de rivier Agly de gemeentegrens en het noordelijk deel ligt in de lagune Étang de Leucate.
De onderstaande kaart toont de ligging van Saint-Laurent-de-la-Salanque met de belangrijkste infrastructuur en aangrenzende gemeenten.

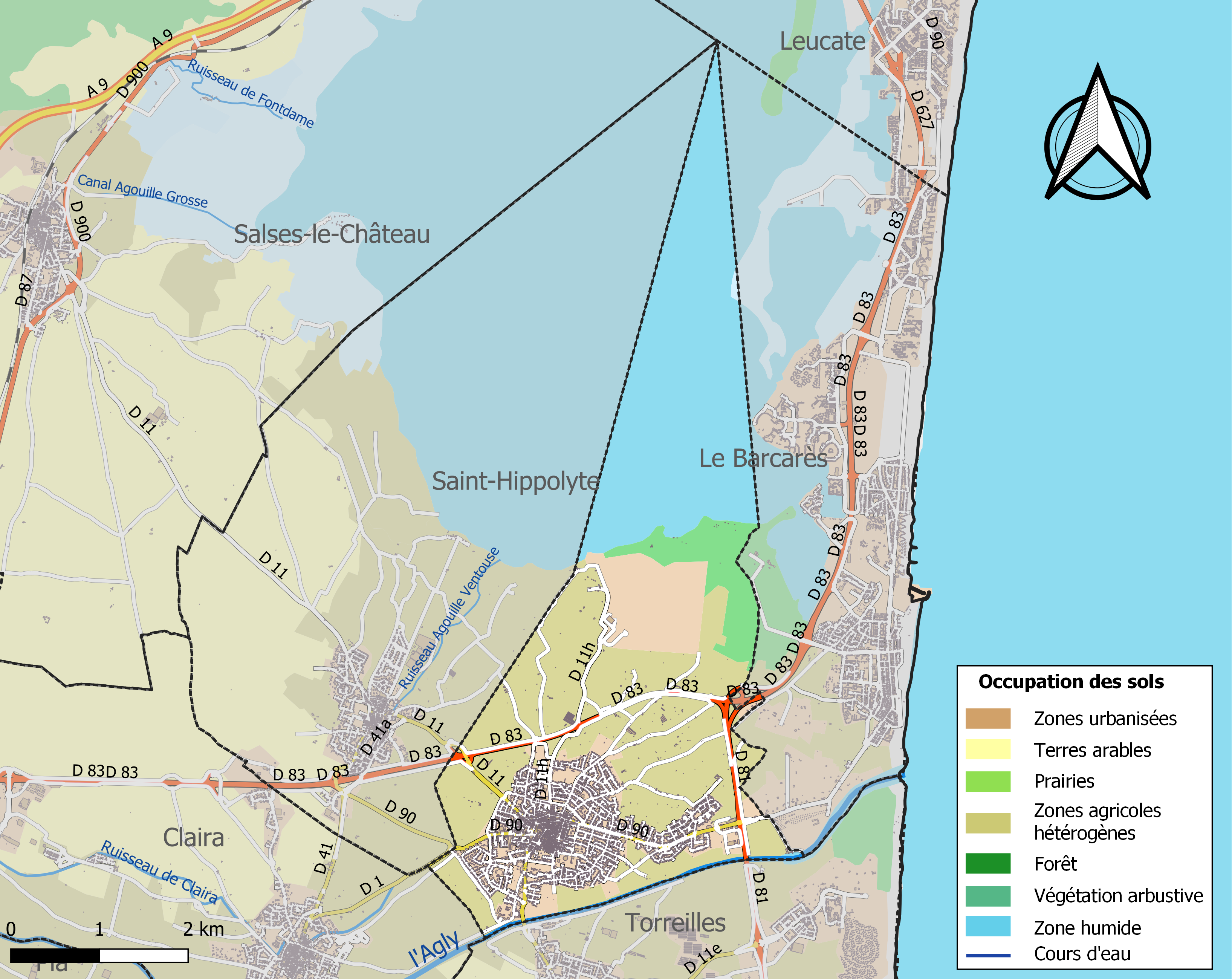

## Demografie
Onderstaande figuur toont het verloop van het inwonertal (bron: INSEE-tellingen).

## Afbeeldingen

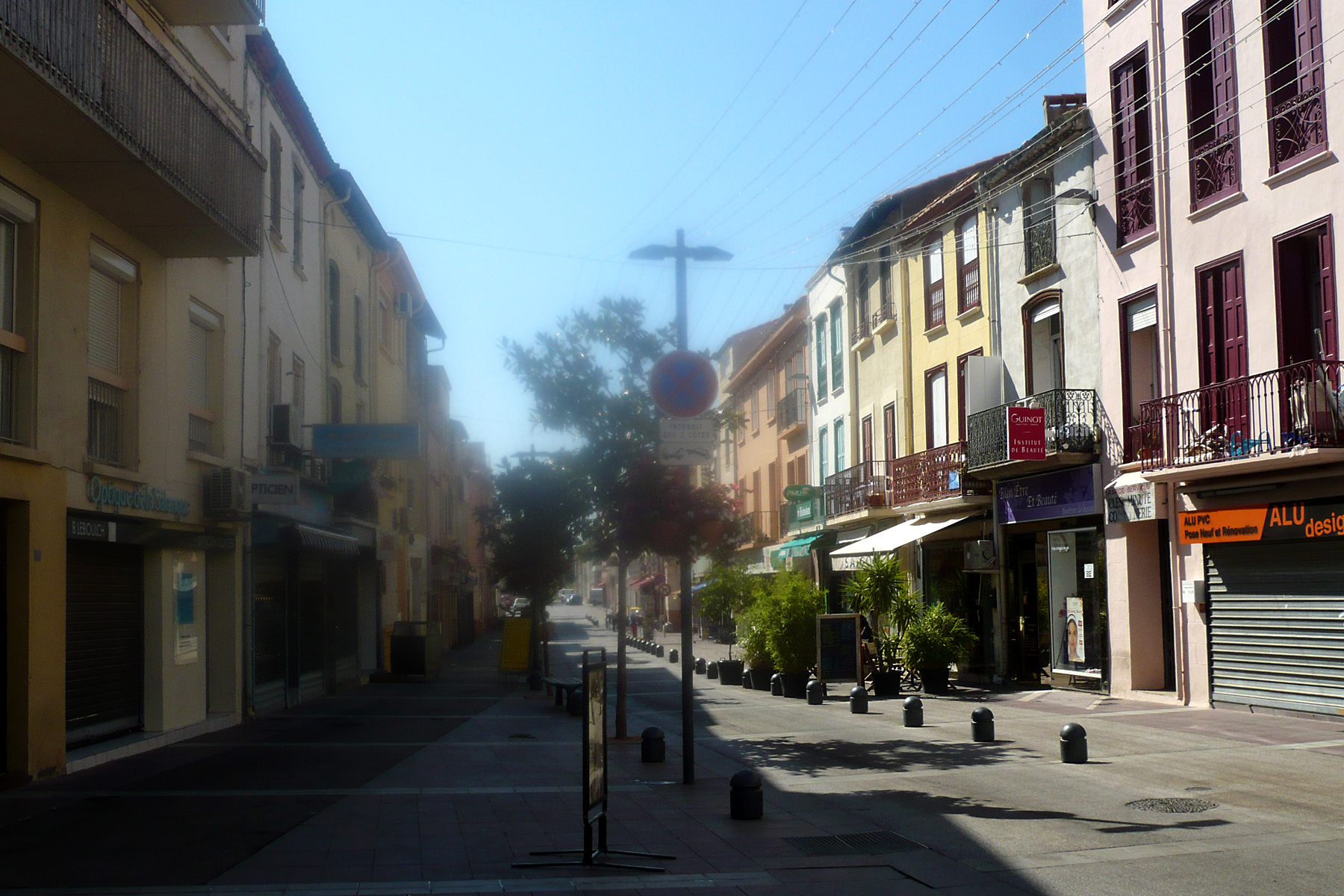
Rue Arago
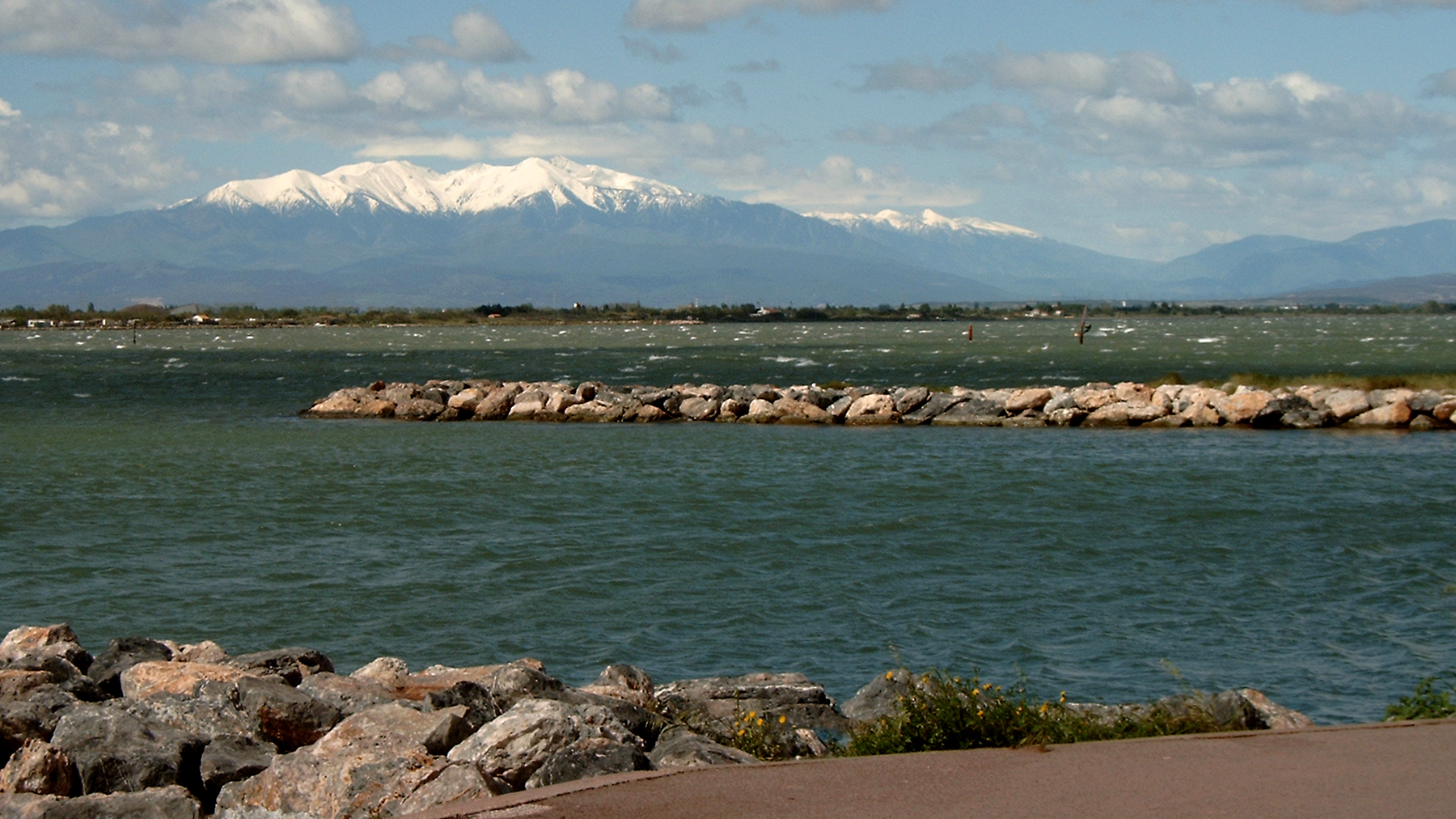
Port Murano